# Gustav Willhaus
Gustav Willhaus (ur. 2 września 1910 w Forbach, zm. 29 marca 1945 w Steinfischbach) – niemiecki mechanik, nazista, SS-Obersturmführer, komendant obozu janowskiego, zbrodniarz hitlerowski.
Był zaliczany do grona „starych bojowników” ruchu nazistowskiego. Od 1932 roku pełnił służbę w różnych jednostkach SS. Jesienią 1941 roku został przeniesiony do okupowanego Lwowa na stanowisko zastępcy kierownika tamtejszej filii Niemieckich Zakładów Zaopatrzenia. Szybko zdołał jednak uniezależnić się od swojego dotychczasowego zwierzchnika Fritza Gebauera i w marcu 1942 roku objął stanowisko komendanta nowo utworzonego obozu pracy dla Żydów przy ul. Janowskiej. Był odpowiedzialny za nieludzkie traktowanie więźniów; wielu z nich osobiście zamordował lub torturował. Uczestniczył także w eksterminacji mieszkańców getta lwowskiego. 
W 1943 roku zgłosił się ochotniczo na front. Poległ w marcu 1945 roku, walcząc w szeregach Waffen-SS.

## Życiorys

### Młodość i służba w SS
Urodził się w Forbach w niemieckiej części Lotaryngii (ob. w granicach Francji). Był synem kelnera. Jego rodzina była wyznania protestanckiego. Zdobył fach mechanika, aczkolwiek przez pewien czas pracował także jako ekspedient. 
W latach 1924–1928 był członkiem nazistowskich bojówek SA. W latach 1928–1929 pracował we Francji. Po powrocie do Niemiec wstąpił w szeregi Hitlerjugend. Od 1932 roku był członkiem NSDAP i SS. Służył w 1. batalionie 85. pułku SS (I/85. SS-Standarte), który stacjonował w Saarbrücken. Pełnił także funkcję kierownika sprzedaży nazistowskiej gazety „Westmark”. Aktywnie uczestniczył w działaniach propagandowych i agitacyjnych przed referendum w sprawie przynależności Terytorium Saary, które odbyło się w styczniu 1935 roku.
Miał opinię „ulicznego awanturnika” i funkcjonalnego analfabety. Jednocześnie był jednak zaliczany do grona „starych bojowników” ruchu nazistowskiego (Alter Kämpfer). W październiku 1935 roku poślubił Elisabeth (Liesel) Riedel, pochodzącą z katolickiej rodziny pracownicę nazistowskiej gazety „NSZ–Rheinfront”. W maju 1939 roku urodziła się ich córka Heike.
25 sierpnia 1939 roku, na krótko przed rozpoczęciem niemieckiej inwazji na Polskę, został zmobilizowany w szeregi Wehrmachtu. Służbę odbywał w 132. pułku piechoty. W 1940 roku został przeniesiony do nowo utworzonej Waffen-SS. Od listopada 1940 roku do maja 1941 roku pełnił służbę w okupowanej Norwegii. Następnie został przeniesiony do struktur Głównego Urzędu Gospodarczo-Administracyjnego SS (SS-WVHA).

### Komendant obozu janowskiego
W listopadzie 1941 roku, będąc już w stopniu SS-Untersturmführera, został przeniesiony do Lwowa, gdzie objął stanowisko zastępcy kierownika miejscowej filii Niemieckich Zakładów Zaopatrzenia (Deutsche Ausrüstungswerke, DAW). Stosunkowo szybko, dzięki poparciu dowódcy SS i policji w dystrykcie Galicja SS-Brigadeführera Fritza Katzmanna, zdołał się jednak uniezależnić od swego dotychczasowego zwierzchnika, SS-Untersturmführera Fritza Gebauera. 1 marca 1942 roku objął stanowisko komendanta nowego obozu pracy dla Żydów, który choć przylegał bezpośrednio do zakładów DAW, był od nich całkowicie niezależny. Obóz ten zorganizowano przy ul. Janowskiej 132/134 w północno-zachodniej części miasta, stąd znany jest pod nazwą obozu janowskiego. Willhaus zamieszkał w willi, która znajdowała się w centralnej części obozu. Latem 1942 roku dołączyły do niego Liesel i Heike.
Obóz janowski stał się szybko kluczowym ośrodkiem eksterminacji Żydów oraz pracy przymusowej w dystrykcie Galicja. Objąwszy stanowisko komendanta, Willhaus zaprowadził w obozie rządy terroru, a dla więzionych tam Żydów „zaczęło się prawdziwe piekło”. Mimo że obóz utworzono z myślą o realizacji celów ekonomicznych, wobec więźniów stosowano politykę „wyniszczenia przez pracę”. Zarówno komendant, jak i podlegli mu esesmani regularnie ich „selekcjonowali”, wyszukując i mordując osoby uznane za niezdolne do pracy. Willhaus nie tylko wydawał zbrodnicze rozkazy, lecz wielokrotnie osobiście torturował i mordował Żydów. Z relacji świadków wynika, że Willhaus zabijał swe ofiary bez wahania, a zarazem bez widocznego entuzjazmu, traktując mord jak zwykłą pracę. Z jego ręki zginęła „niezliczona liczba więźniów”. Specjalizował się w szczególności w strzelaniu do swych ofiar. W dniu urodzin Adolfa Hitlera 20 kwietnia 1943 roku miał własnoręcznie zastrzelić pięćdziesięciu czterech Żydów. Miał także zwyczaj dla „rozrywki” strzelać do więźniów z tarasu swojej willi, w czym sekundowały mu żona i córka. Ta pierwsza często sama strzelała do więźniów.

Tym niemniej nawet untersturmführer Gustaw Willhaus nie jest pozbawiony cech ludzkich. Kocha swoje dziecko i często bawi się z nim na balkonie swej willi. Dla sprawienia mu przyjemności strzela z balkonu na odległość do więźniów, którzy znajdują się przypadkowo w zasięgu jego broni. Gdy przy dalekich barakach od strzałów tych pada jeden i drugi więzień, maleńka córeczka Willhausa o nordyckim imieniu – Heike – klaszcze radośnie w rączki: „Zuch z tatusia! Jak celnie strzelasz!” Po czym uradowana, prosi: „Papa, jeszcze! Papa, jeszcze!”

Willhaus uczestniczył także w masowych egzekucjach lwowskich Żydów, które odbywały się w wąwozie Piaski, bezpośrednio przylegającym do obozu janowskiego. W swojej willi gromadził wraz z żoną mienie należące do zamordowanych, w tym wysokiej jakości odzież oraz dzieła sztuki i rozmaite wartościowe przedmioty.
Willhaus pozostawał w stałym konflikcie ze swoim dawnym zwierzchnikiem, Gebauerem, który nadal pełnił funkcję kierownika lwowskiej filii DAW. Obaj oficerowie nieustannie popadali w spory kompetencyjne, rywalizowali o robotników i materiały oraz starali się na różne sposoby zaszkodzić konkurentowi – na przykład mordując „należących” do niego więźniów. Ich obopólna wrogość była tak silna, że we wzajemnych stosunkach często nie przestrzegali nawet podstawowych zasad wojskowego ceremoniału. W dodatku Willhaus nadał swojemu psu imię „Fritz” (to samo, które nosił Gebauer), a następnie nabrał zwyczaju, by obrzucać zwierzę „najwymyślniejszymi przekleństwami”.
16 czerwca 1942 roku został odznaczony przez Fritza Katzmanna Krzyżem Zasługi Wojennej II klasy za zasługi położone przy tworzeniu obozu janowskiego.

### Dalsze losy
W styczniu 1943 roku zgłosił się ochotniczo do służby na froncie. Dopiero po upływie ponad pół roku został jednak przeniesiony ze Lwowa. 
W lipcu 1943 roku rozpoczął służbę w 13 Dywizji Górskiej SS „Handschar”. W sierpniu 1944 roku umorzono prowadzone przeciw niemu postępowanie o grabież.
Poległ w marcu 1945 roku.

## Odniesienia w kulturze
Gustav Willhaus jest jedną z postaci epizodycznych w dramacie wojennym W ciemności z 2011 roku (reż. Agnieszka Holland). W jego postać wcielił się Frank Köbe.